# هانا كولينز
هانا كولينز (بالإنجليزية: Hannah Collins)‏ هي صانعة أفلام ومصورة ومنتجة أفلام بريطانية، ولدت في 1956 في لندن في المملكة المتحدة.